# 湿生葶苈
湿生葶苈（学名：Rorippa palustris）为十字花科葶苈属下的一个种。

## 扩展阅读
- 維基物種上的相關：湿生葶苈